# Parc des Sources de la Bièvre
Pour les articles homonymes, voir parc des Sources.
 (novembre 2023).
Si vous disposez d'ouvrages ou d'articles de référence ou si vous connaissez des sites web de qualité traitant du thème abordé ici, merci de compléter l'article en donnant les références utiles à sa vérifiabilité et en les liant à la section « Notes et références ».

Le parc des Sources de la Bièvre est situé à Guyancourt dans les Yvelines. Le Parc a été dessiné par le paysagiste Paul Soun et l'architecte Bertrand Lemoine en 1975. C'est l’artiste Dani Karavan qui réalise le Carré urbain en 1999. 
À l'origine, cet espace vert s'appelle simplement « le Parc » sans complément circonstanciel d'origine. Il est attaché au quartier du Parc de Guyancourt tel que son nom l'indique, la formulation « parc des sources de la Bièvre » est ainsi fausse. Il s'agit de l'espace vert « le Parc » du quartier du parc de Guyancourt.

## Géographie
Ce parc d'une superficie de 60 hectares assure la transition entre le quartier fortement urbanisé du centre commercial de Saint-Quentin-en-Yvelines et la vallée de la Bièvre site classé depuis le 7 juillet 2000. Le parc assure aussi une liaison verte entre les quartiers du Parc, des Saules et des Garennes.

## Les jardins urbains
Les sculptures monumentales de La Perspective de Marta Pan assurent la liaison entre le centre commercial lui-même et l'entrée du parc des Sources de la Bièvre. Trois sculptures composent ce cheminement : Les engouffrements, Les marches et La perspective. 
Les engouffrements sont situés face à l’église Saint-Quentin-les-Sources de Montigny-le-Bretonneux. Les engouffrements sont constitués de trois symboles : le carré, le rond et le triangle qui dans la culture asiatique signifient : l'univers, la terre et la pensée.
C'est boulevard Vauban, entre l'immeuble de la communication de Massimiliano Fuksas et la bibliothèque universitaire de Guyancourt des architectes J. Ripault et D. Duhart que se situe la porte d'entrée du parc avec la continuité des œuvres de Marta Pan : Les marches et La perspective.
C'est en suivant l'eau qui s'échappe des sculptures de Marta Pan que l'on découvrira le parc des sources de la Bièvre. Après Marta Pan, c'est Dani Karavan qui met en scène le Carré urbain. Il était prévu initialement en 1988 de faire réaliser par Karavan une tour blanche de grande hauteur, munie d'un ascenseur et permettant aux visiteurs de découvrir l'ensemble de la ville et de la vallée de la Bièvre. Cet aménagement a été finalement abandonné compte tenu des coûts d'investissement et de fonctionnement. Dani Karavan s'est alors orienté en 1999 vers un aménagement plus traditionnel organisé autour de l'eau reliant La Perspective de Marta Pan et les bâtiments universitaires (les jardins de l'Université) aux espaces naturels précurseurs de la vallée de la Bièvre.

Dans le parc des Sources de la Bièvre, outre La Perspective de Marta Pan et le Carré urbain de Dani Karavan, de nombreuses sculptures réalisées en 1977 viennent conforter cet aménagement : L'oiseau du sculpteur roumain Victor Roman, sculpture en laiton de Patrick Guérard, Ascendance oblique de Bérard, sculpture en acier de Marcel Dupertuis, Fontaine en marbre gris de Ladislas Schwartz. 
En avançant dans le Parc, l’environnement apparaît de plus en plus « naturel ». Au fil de l’eau, le promeneur sort de la ville pour rejoindre le parc urbain avec les Jardins de l'Université et les Jardins du Parc puis, l’étang des Roussières dans le quartier des Garennes qui fournit un espace qui semble « naturel ».
Ces jardins urbains sont bordés par plusieurs bâtiments réalisés par des architectes de renom :
- Massimiliano Fuksas construit, en 1991, « Edison », la Maison de la communication,
- Dominique Perrault construit en 1991 des logements, cet architecte a acquis très jeune une renommée internationale en remportant le concours de la Bibliothèque François-Mitterrand de Paris en 1989.
- Antoine Grumbach réalise en 1993 puis en 2002, les bâtiments universitaires,
- Jacques Ripault et Denise Duhart réalisent en 2005 la bibliothèque universitaire de Guyancourt.
- Jean-Marie Charpentier réalise deux immeubles de bureaux à proximité du parc.

Le jardin du Parc, face au quartier du Parc, présente lui aussi des aménagements ludiques ; un labyrinthe végétal, des espaces de jeux pour les enfants, une roseraie, le tout organisé autour d'une ligne d'eau urbaine.

## Espaces naturels
L'étang des Roussières, qui présente une superficie de 5,2 hectares, termine[pas clair] le parc. Cet étang est aménagé dans les années 1970, sa fonction première étant de réguler les eaux pluviales des zones urbanisées. En période de fortes pluies, ces eaux sont stockées dans l'étang, puis rejetées dans le lit de la Bièvre, située en aval de l'étang, puis en période de sécheresse.

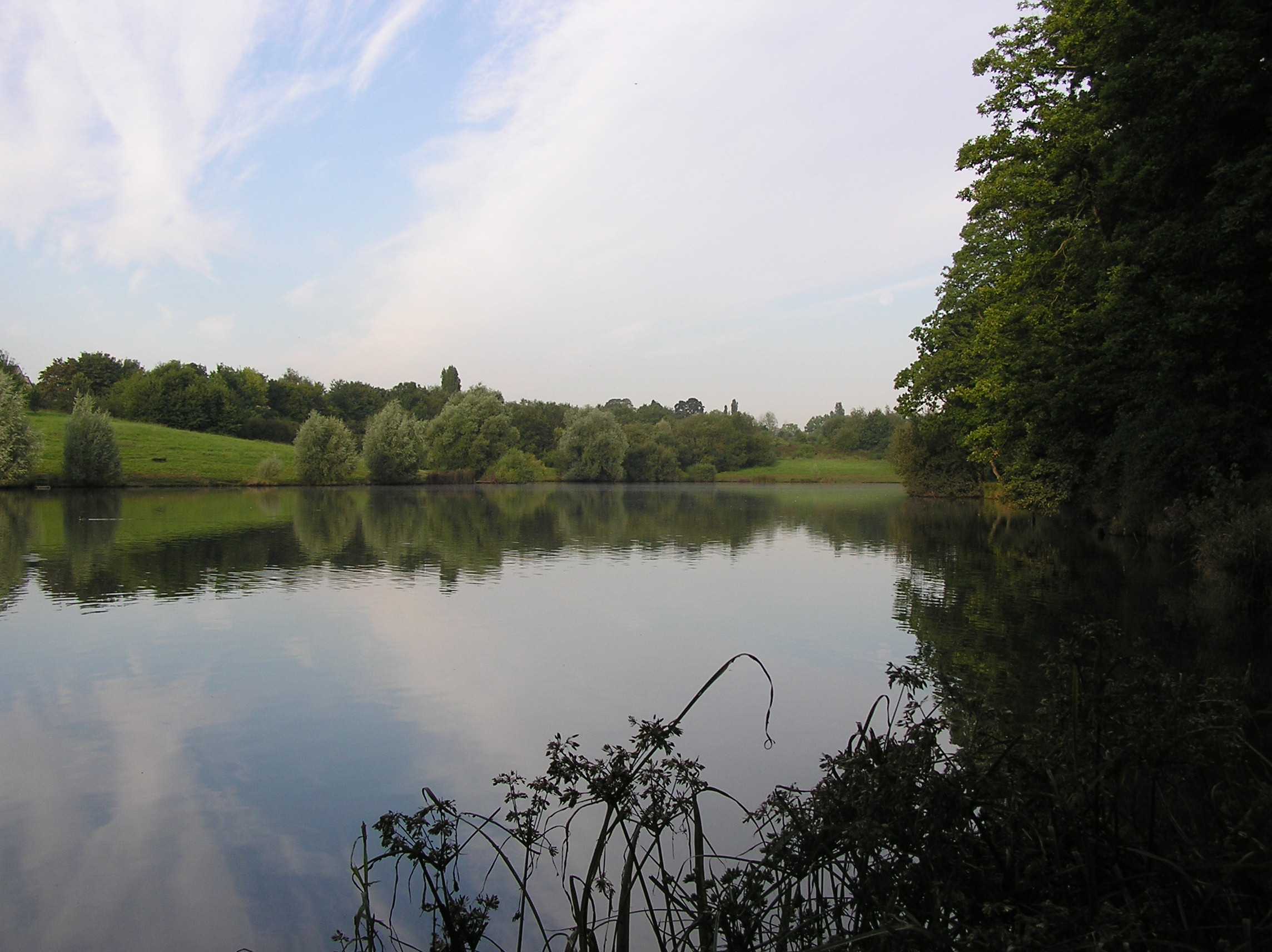
L'étang des Roussières, l'espace nature du Parc des Sources de la Bièvre.

Le bois des Roussières, situé sur ses berges, est actuellement géré par l’Office national des forêts (ONF). Ce bois est déjà signalé sur le plan d'intendance de 1787 ; il y est dénommé « plan de Trou ». De même, on retrouve sur ce plan d'intendance les 2 mares qui existent toujours au pied du labyrinthe végétal.
En continuité de ce bois, le « Jardin de l'Aqueduc », d'une superficie de 1,3 hectare, assure la jonction avec le quartier des Saules. Ce jardin est implanté au-dessus de l'aqueduc qui permettait d'amener l'eau depuis l'étang de Saint-Quentin à Trappes au parc du château de Versailles, d'où sa dénomination. À partir de ce jardin de l'Aqueduc, il est possible de rejoindre grâce à une passerelle piétonne, le hameau de Bouviers où se situe la source de la Bièvre.

### Galerie

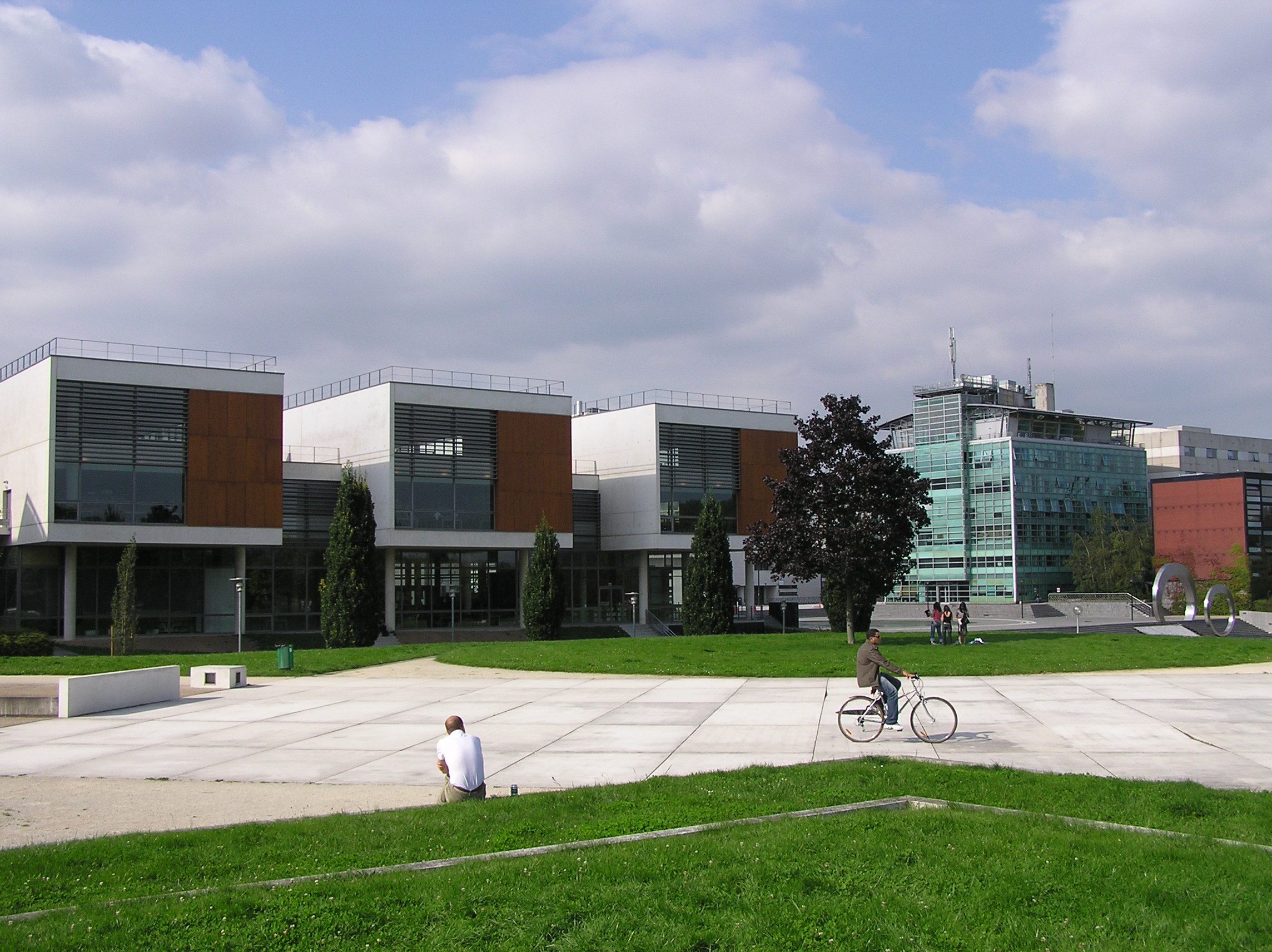
Bibliothèque universitaire depuis le parc des Sources de la Bièvre